# 贾德普·赫拉华特
贾德普·赫拉华特（英語：Jaideep Ahlawat，1980年2月8日—）, 是一名印度男演员。参演了电影哈塔梅塔。
他出生在印度哈里亚纳邦羅塔克縣的一个賈特人家庭，2008年毕业于印度电影和电视学院。